# تپه اطراف شهر سوخته ۲۶۳
تپه اطراف شهر سوخته ۲۶۳ در شهرستان زابل، بخش شیب آب، دهستان لوتک، ۱۳/۵ کیلومتری جنوب غرب پایگاه باستان‌شناسی شهر سوخته واقع شده و این اثر در تاریخ ۲۰ اسفند ۱۳۸۵ با شمارهٔ ثبت ۱۸۰۷۱ به‌عنوان یکی از آثار ملی ایران به ثبت رسیده است.